# 죽방부인
죽방부인(竹房夫人. 생몰년 미상)은 신라 마지막 왕인 경순왕 김부의 왕후(王后)이다.

## 생애
죽방부인은 신라 제56대 마지막 왕인 경순왕 김부의 왕후로, 정사 《삼국사기》에는 왕후에 대한 기록이 없다. 당시 신라 왕실의 관례에 따르면 그녀는 신라 왕족 출신이라 추정할 수 있을 뿐이다.
《고려사(高麗史)》에 931년(태조 14) 고려 태조가 신라를 방문하여 여름 5월 경순왕과 그의 태후 죽방부인(竹房夫人)을 비롯한 상국 김유렴 등 신하들에게 물품을 차등 있게 지급했다는 기록만 있다.

### 경순왕 모후설
일설에 죽방부인(竹房夫人)을 경순왕의 모후(母后. 왕의 어머니)라 주장하나, 이는 《고려사》를 오역(誤譯)함에 따라 비롯된 결과라 할 것이다.
《고려사》는 신라 멸망 후 1451년 조선 문종  1년에 완성된 고려시대 역사서로, 고려 입장에서 신라 경순왕을 선왕으로 보고 그의 왕비인 죽방부인을 선왕 경순왕의 태후(太后)라 기록하였던 것이다. 《삼국사기》에도 경순왕 모후(母后)는 계아태후(桂娥太后)에 추존된 헌강왕(憲康王)의 딸 김씨(金氏)라 하였다.

### 자녀관계
《삼국사기》·《고려사》·《동국여지승람》 등에 죽방부인은 경순왕과 사이에 두 왕자를 두었는데, 이들 왕자들의 이름은 사서에 전하지 않으며, 단지 왕자라 할 뿐이다.
이들 왕자들은 935년 10월 경순왕이 나라를 고려에 바칠 것을 논하는 자리에서 양국의 불가함을 극력 간하였으나 뜻을 이루지 못하자 통곡을 하며 개골산(현재의 금강산)에 들어갔다고 한다.
이후 첫째 왕자는 바위 아래에 집을 지어 삼베옷을 입고 풀뿌리를 캐어 먹다가 일생을 마쳤다고 한다. 후대에 마의를 입고 살았다 하여 마의태자라 부른다.
둘째 왕자도 화엄종에 귀의하여 중이 되어 승명을 범공이라 하고 법수사와 해인사에 드나들며 도를 닦으며 망국의 한을 달랬다고 한다. 문헌에 이름이 김덕지라 한다.
《증보문헌비고》·《조선씨족통보》에도 경순왕의 첫째 왕자를 태자라 하고, 둘째 왕자를 김덕지라 하였다. 막내 아들의 승명은 범공이라 한다.
신라가 망할 때 다른 귀족들은 너나없이 고려 태조가 주는 벼슬과 녹봉을 받는 등 여전히 호사를 누렸는데, 이들 왕자들은 마지막까지 충절을 지킨 인물들로 꼽힌다.
경순왕은 고려에 항복 후 딸을 고려 경종에게 출가시켰는데 그녀가 헌숙왕후 김씨이다. 그녀의 생졸 및 모후 등에 대해서는 밝혀진바 없으며, 고려 경종이 고려 태조 왕건의 손자로 955년 태어나 975년에 왕위 올랐는바, 배우자인 그녀도 955년경 태어난 것으로 추정할 뿐이다.

## 가족관계
- 시아버지 : 신흥대왕 김효종
- 시어머니 : 계아태후 - 헌강왕의 딸
  - 부왕 : 경순왕
    - 왕자 : 마의태자[7]

- -     - 왕자 : 김덕지, 승명 범공[8]

- - 제1 후비 : 낙랑공주 왕씨[9]
    - 딸 : 헌숙왕후 김씨[10]-고려 경종에게 출가

  - 제2 후비 : 공주 왕씨[11]

## 죽방부인이 등장하는 작품
- 《태조 왕건》 (KBS, 2000년~2002년, 배우: 미상

## 같이 보기
- 경순왕
- 마의태자
- 김덕지
- 헌숙왕후